# 聖伊薩貝爾縣
聖伊薩貝爾縣（西班牙語：Cantón Santa Isabel），是厄瓜多爾的縣份，位於該國南部，由阿蘇艾省負責管轄，面積781平方公里，海拔高度1,620米，2001年人口18,015，人口密度每平方公里23.07人。